# Zenatha Coleman
Zenatha Goeieman Coleman (Keetmanshoop, 25 de septiembre de 1993) es una futbolista namibia. Actualmente juega como extrema zurda.

## Trayectoria
Coleman comenzó su carrera en el JS Academy de su país natal. En 2016 fichó por el Gintra Universitetas, con el que ganó la liga lituana de ese año y el siguiente.
En enero de 2018, firmó con el Zaragoza Club de Fútbol Femenino, el cual intenta permanecer en la primera división española. Pese a sus grandes actuaciones, el equipo aragonés termina descendiendo y perdiendo la categoría. Lo cual permite que la jugadora negocie con cualquier otro club de Liga Iberdrola para firmar por él.
El 10 de julio de 2018 el Valencia CF oficializa el fichaje de la jugadora africana.
El 30 de julio se 2020 el Sevilla FC anunció el fichaje en sus redes sociales.

## Selección nacional
Coleman es habitual en la Selección de Namibia, con la cual disputó el Campeonato Femenino de la CAF 2014.

## Palmarés
| Trofeo | Club                 | País     | Temporadas |
| ------ | -------------------- | -------- | ---------- |
| A Lyga | Gintra Universitetas | Lituania | 2016       |
| A Lyga | Gintra Universitetas | Lituania | 2017       |